# Redbridge (londýnský obvod)
Městská část Redbridge, oficiální název - London Borough of Redbridge, je městským obvodem na severovýchodě Londýna a je součástí Vnějšího Londýna.
Městská část vznikla v roce 1965 a zahrnuje bývalé části Municipal Borough of Ilford a Municipal Borough of Wanstead a Woodford a část Municipal Borough of Dagenham a část Chigwell Urban District, které byly součástí Essexu.
Jméno pochází z mostu přes řeku Rodingg, postaveného z červených cihel, na rozdíl od ostatních mostů v této oblasti, které jsou z bílého kamene.

## Obvody městské části
- Aldborough Hatch
- Aldersbrook
- Barkingside
- Clayhall
- Cranbrook
- Fullwell Cross
- Gants Hill
- Goodmayes
- Hainault
- Ilford
- Loxford
- Newbury Park
- Redbridge
- Seven Kings
- Snaresbrook
- South Woodford
- Wanstead
- Woodford
- Woodford Bridge
- Woodford Green

## Doprava
Železniční trasa společnosti Great Eastern Mainline ze stanice Liverpool Street station prochází obvod z východu na západ se stanicemi Ilford, Seven Kings a Goodmayes. Projekt Crossrail má zlepšit spojení obvodu s ostatními částmi Londýna.
Trasa metra Central Line rovněž vede obvodem ze stanicemi Snaresbrook, South Woodford, Woodford, Wanstead na části Epping a Redbridge, Gants Hill, Newbury Park, Barkingside, Fairlop a Hainault na části Hainault.